# 퍼컬레이션

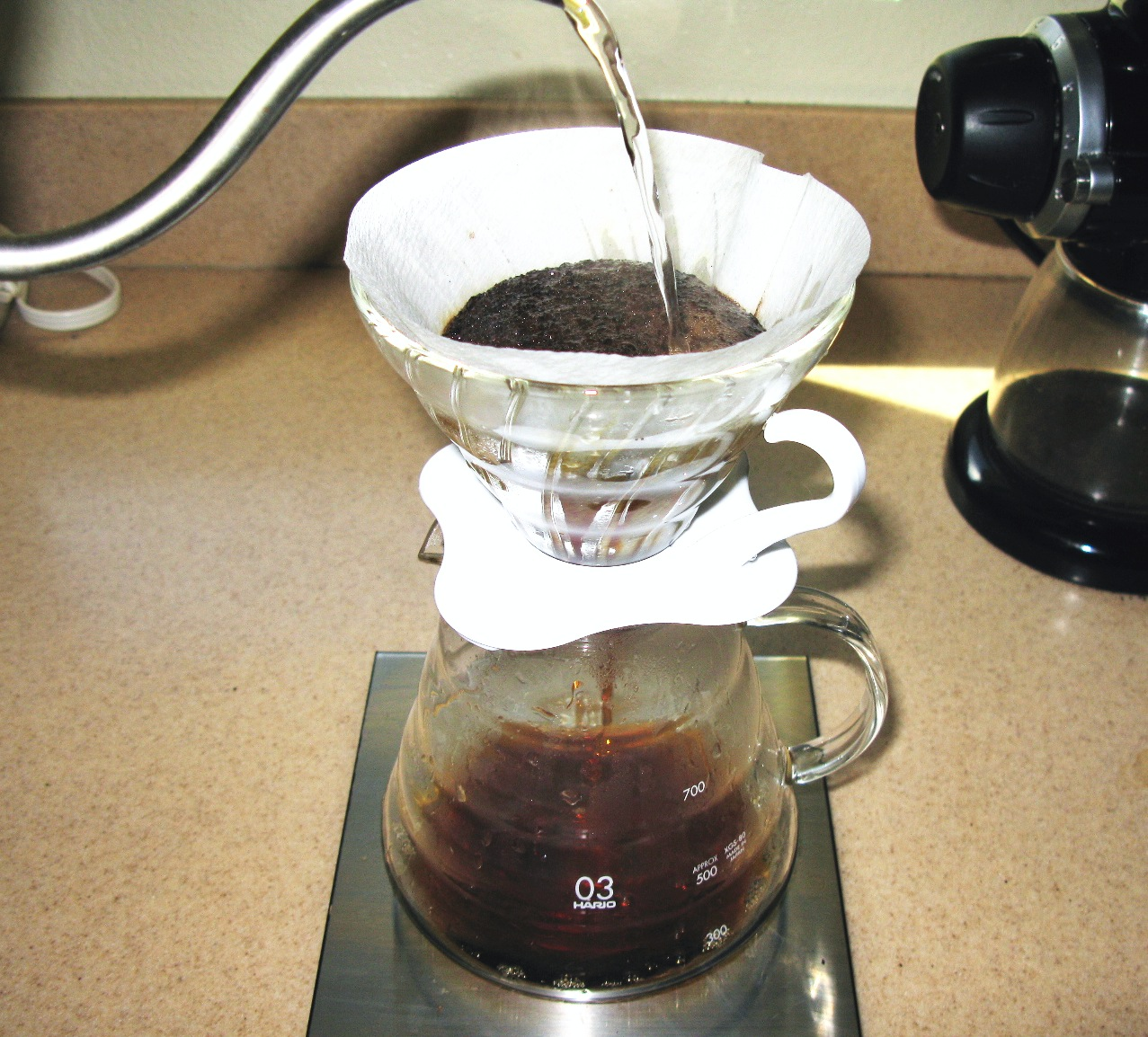
커피 여과 과정에서는 용해성 성분이 커피 찌꺼기에서 빠져나와 물과 결합하여 커피를 형성한다. 불용성 성분(과립)은 커피 필터 안에 남는다.

퍼컬레이션(Percolation, 라틴어 percolare '거르다, 흘러내리다'에서 유래)는 물리학, 화학, 재료과학에서 다공성 물질을 통한 유체의 이동 및 여과를 의미한다. 이는 다르시의 법칙으로 설명된다. 이후 격자 또는 그래프로 모델링된 여러 시스템의 연결성을 포괄하는 더 광범위한 응용 분야가 개발되었는데, 이는 여과 문제에서 침투 용량을 조절하는 격자 구성 요소의 연결성과 유사하다.

## 예시
- 커피 침출(그림 1 참조). 용매는 물이고, 투과성 물질은 커피 찌꺼기이며, 용해성 성분은 커피에 색, 맛, 향을 부여하는 화합물이다.
- 지표면 아래 경사면을 따라 풍화된 물질이 아래로 이동하는 현상.
- 햇빛과 압력이라는 두 가지 조건이 존재할 때 나무가 갈라지는 현상.
- 생물학적 바이러스 껍질의 붕괴 및 무작위 소단위 제거에 대한 견고성(실험적으로 검증된 바이러스의 분열).[1][2][3]
- 다공성 매질에서의 이동.
- 질병 확산.[4][5]
- 표면 거칠기.
- 치아 침출, 연쇄상구균 돌연변이 및 유산균에 유리한 환경으로 인해 크라운 아래 충치 발생률 증가.
- 정화조의 잠재적 위치는 "침출 시험"을 통해 검사한다. 예시/이론: 지표면(보통 15~25cm 깊이)에 구멍(보통 직경 15~25cm)을 파고, 구멍에 물을 채운다. 물의 양을 측정하고, 수면이 2.5cm(1인치) 정도 낮아지는 시간을 측정한다. 일반적으로 등급이 낮은 모래에서 볼 수 있듯이 수면이 빠르게 낮아진다면, 정화조 "침출장"을 조성하기에 적합한 장소이다. 해당 부지의 수리전도도가 낮다면(보통 점토질 및 양토), 해당 부지는 바람직하지 않다.

## 같이 보기
- 겔화
- 지하수함양
- 네트워크 이론
- 중합
- 자기조직화
- 정화조
- 과냉각
- 봉 (담뱃대)